# Jean-Baptiste Broussier
Jean-Baptiste Broussier (Ville-sur-Saulx, 10 marzo 1766 – Bar-le-Duc, 13 dicembre 1814) è stato un generale francese.

## Biografia
Sebbene fosse destinato alla carriera ecclesiastica, si arruolò nel 1791 nel 3º battaglione della Meurthe, dove venne nominato capitano nel mese di settembre. Combatté sotto il comando di Beurnonville durante la campagna nel Nord della Francia, venendo gravemente ferito.
Nominato capo battaglione, si unì all'Armata di Sambre-et-Meuse: durante la difesa di una posizione strategica, venne colpito da un proiettile alla testa. Nel 1797 passò all'Armata d'Italia, dove venne nominato capo di brigata nel 43º reggimento di fanteria di linea. Durante la campagna d'Italia si distinse durante la presa di La Spezia e del Forte di La Chiusa, irrompendo tra i primi all'interno del forte e facendo personalmente prigioniero il generale austriaco al comando della roccaforte. Grazie a questa azione, venne promosso capo di brigata nel marzo dello stesso anno.
Dopo essere stato impiegato nell'Armata di Napoli, venne incaricato di condurre una spedizione sugli Appennini, dove attirò in un'imboscata e sbaragliò le truppe dell'esercito Borbonico forte di 12.000 uomini, nello stesso luogo in cui i Sanniti fecero passare i Romani sconfitti sotto le Forche Caudine.
A seguito di quest'azione, Championnet lo promosse generale di brigata lo stesso giorno: con questo grado partecipò alla presa di Napoli, sconfiggendo le truppe del cardinale Ruffo e sottomettendo le città della Puglia ribellatesi alla Repubblica Napoletana, assaltando le città di Trani e di Andria, entrambe quasi distrutte e di cui venne fatta strage degli abitanti.
Nel 1799 venne richiamato dal Direttorio insieme a Championnet per rispondere dell'accusa di concussione davanti ad un consiglio di guerra; venne salvato dal colpo di Stato del 20 giugno e reintegrato con il suo grado. Ritornò in Italia, dove rimase fino al 1803, quando venne nominato comandante d'armata della piazza di Parigi.
Broussier venne promosso generale di divisione nel 1805; nel 1809 venne insignito del titolo di Grande Ufficiale della Legion d'onore e di Conte dell'Impero. Lo stesso anno ritornò in Italia, in occasione della guerra contro la Quinta Coalizione, distinguendosi anche nella battaglia finale di Wagram. Partecipò alle campagne di Russia e alla successiva di Germania, prendendo parte alle battaglie di Astroŭna, della Moskova e di Maloyaroslavets.
Ritornato in Francia prese il comando della terza divisione del corpo di osservazione di Mavence. Installò il suo quartier generale a Strasburgo, città di cui aveva ricevuto il comando da Napoleone. L'anno seguente, mentre si dirigeva nel dipartimento della Mosa per prenderne il comando, venne colpito da un ictus che lo uccise il 13 settembre 1814.
Il nome di Broussier è inciso sulla settima colonna del lato nord dell'Arco di Trionfo a Parigi.